# Отанькская волость
О́танькская во́лость (латыш. Otaņķu pagasts) — одна из территориальных единиц Южно-Курземского края Латвии, в историко-культурной области Курземе. Находится на западе края. Граничит с Ницской, Бартской, Гробинской и Дуникской волостями своего края. Волостной центр — село Руде.

## История
Первоначально Отанькская волость была основана как Отаньский сельсовет Ницской волости в 1945 году. В 1951 году к нему была добавлена часть Банажского сельсовета, а в 1954 году Балтпурвский сельсовет. В 1990 году Отаньский сельсовет был преобразован в Отанькскую волость. Она включила в себя северную часть Ницской волости, южную часть Гробинской волости и небольшую часть Бартской волости.
В 2009 году, в результате латвийской административно-территориальной реформы, Отанькская волость вошла в состав вновь образованного Ницского края. В ходе административно-территориальной реформы Латвии 2021 года, Ницский край был упразднён, Отанькская волость вошла в состав укрупнённого Южно-Курземского края.

## География
Отанькская волость расположена на Бартавской равнине Приморской низменности. Рельеф невысокий и плоский, наибольшая высота в волости — 20,8 м над уровнем моря. Западную границу волости занимает юго-восточная часть Лиепайского озера. Берега невысокие, озеро заросшее. Чтобы не допустить заболачивания окружающих земель, берега озера защищены дамбами, имеются осушенные польдерные земли. Прорыт обводный канал, соединяющий Орбупе, Дорупе, Личупе и другие притоки, впадающие в Барту. В озеро впадают только Барта, протекающая по южной границе волости и Отаньке. В восточной части волости имеются большие лесные массивы.

## Население
В 2000 году в Отанькской волости проживало 1009 человек, из них 46,8 % мужчин, 53,2 % женщин. По национальному составу: латышей — 95,4 %, русских — 2,0 %, литовцев — 1,7 %. В Руде проживало 444 человека, в Отаньки — 98 человек.
По состоянию на 1 января 2022 года население волости составляло 744 человека.

## Экономика
До Первой мировой войны на территории нынешней Отанькской волости располагалась Ницская полумыза. В Руде работала ветряная мельница, построенная в 1885 году. Во время аграрной реформы 1920 года, мызская земля была разделена на небольшие крестьянские хозяйства. В советское время на территории были созданы колхозы «Arājs» (рус. Пахарь) и «Zelta zvaigzne» (рус. Золотая звезда), объединённые в 1962 году в колхоз «Zelta zvaigzne». В 1963 году была построена насосная станция «Румбас», и началась мелиорация земель. Были построены консервный цех, столярная и механическая мастерские, лесопилка, кирпичный завод, теплицы. Работал маслозавод, мельницы, лесничество и лесозаготовительный участок.
По состоянию на 2000 год в волости было 114 крестьянских хозяйства и 269 приусадебных хозяйств. Работало предприятие по производству молочной продукции, предприятие по производству овощных и фруктовых консервов, предприятие по мелиорации земель, 2 скотобойни, 3 деревообрабатывающих цеха, лесничество, 2 магазина, кафе.

### Транспорт
Через Отанькскую волость проходит местная автодорога V1222 Ница — Отаньки — Гробиня.

## Образование и культура
Первая школа на территории нынешней Отанькской волости была основана в Руде в 1875 году. В годы первой Латвийской республики работали Рудская и Отанькская 4-классные начальные школы. В годы советской власти работала Рудская 9-летняя школа, в 1989 году был построен детский сад. Также было 2 клуба и 4 библиотеки. 
По состоянию на 2000 год в Отанькской волости работала Рудская начальная школа. В школе действовали хоры, ансамбли, кружки керамики, флористики, информатики, краеведения. Работали спортивные секции по настольному теннису, шахматам и шашкам. Рудская начальная школа была закрыта в 2020 году.
По состоянию на 2024 год в Отанькской волости работают Дом Культуры, Народный дом и библиотека. Работают любительские коллективы: танцевальный ансамбль старшего возраста «Teiksma», ансамбль линейного танца «Labākie gadi», Отанькский этнографический ансамбль.  